# Gustaf Lundgren (författare)
Gustaf Albert Leopold Lundgren, född 10 juni 1905 i Kalmar, död 1 november 1986, var en svensk psykolog, författare och förlagsman. 
Lundgren blev filosofie licentiat 1933, var förlagsredaktör på Natur och Kultur 1941–1948, medarbetare i Stockholms-Tidningen 1949–1956, föreståndare för Byrån för psykisk hälsovård i Västerås 1951–1952 och psykologiska rådgivningsbyrån i Köping 1951–1952, medarbetare i Morgon-Bladet 1956–1958 och förlagsredaktör på Svenska bokförlaget från 1954.
Lundgren var son till handelsmannen Leopold Lundgren och Elisabeth Bohman. Han gifte sig 1937 med folkskollärare Linnéa Abramson (född 1910).

## Skrifter
- Handstilens psykologi (Natur och Kultur, 1934). 2., väsentligt förändrade uppl. 1942, med titeln Handstil och karaktär: hur skriften förråder människan; 6., omarb. uppl. 1985 med titeln Grafologi: handstilens psykologi 
  - Nederländsk översättning: Handschrift en karakter: hoe het schrift den mens verraadt (1947)
  - Dansk översättning: Grafologi: hvad håndskriften kan fortælle (1988)
- Hur skall det gå med människan? (Natur och Kultur, 1938)
- Thomas Mann (Bonnier, 1940)
- Psykoanalysens grunder: en studiehandbok till föredragsserien "Psykoanalysen och vi" (Radiotjänst, 1948)
- Hur man blir minneskonstnär och sifferakrobat (Insjön: C. Ohlson & Co., 1948)
- Att leva med sin ensamhet (redaktör). Natur och Kultur Stockholm,1971.
- Tankeläsning: avslöjade mysterier (Natur och Kultur, 1949)
- Den nya religionen: Ludvig Jönsson som religiös reformator (Norma, 1983)

## Översättningar (urval)
- Richard Müller-Freienfels: Hur man blir människokännare (Lebensnahe Characterkunde) (Natur och Kultur, 1938)
- Aloys Christof Wilsmann: Svindlare, magiker, charlataner (Die zersägte Jungfrau. Von Magikern, Schwindlern und Scharlatanen) (översatt och utökad av Lundgren, Natur och Kultur, 1939)
- Erika Mann: Tio miljoner barn: uppfostran och undervisning i Tredje riket (Zehn Millionen Kinder) (Natur och Kultur, 1939)
- Leonhard Schwartz: Neurasthenien: de nervösa tillståndens uppkomst, förklaring och behandling (Neurasthenie) (Natur och Kultur, 1941)
- Charles V. Broadley och Margaret E. Broadley: Hur man upptäcker sina verkliga anlag: en amerikansk anlagsforskares metoder och resultat (Biblioteksförlaget, 1949)
- Rudolf Allers: Sexuallivets pedagogik (Sexualpädagogik) (Natur och kultur, 1950)
- Jean Piaget: Intelligensens psykologi (La psychologie de l'intelligence) (Natur och kultur, 1951)
- Teofrastos: Människotyper och karaktärer (efter Gyldendals danska utgåva översatt och bearbetad av Gustaf Lundgren, Svenska bokförlaget (Norstedt), 1964)